# Dyscinetus laevicollis
Dyscinetus laevicollis är en skalbaggsart som beskrevs av Gilbert John Arrow 1937. Dyscinetus laevicollis ingår i släktet Dyscinetus och familjen Dynastidae. Inga underarter finns listade i Catalogue of Life.